# Багратион, Пётр Иванович
Князь Пётр Ива́нович Багратио́н (29 июня [10 июля] 1765, Кизляр, Астраханская губерния — 12 [24] сентября 1812, село Сима, Владимирская губерния) — русский генерал от инфантерии, шеф лейб-гвардии Егерского полка, главнокомандующий 2-й Западной армией в начале Отечественной войны 1812 года.
Старший брат генерал-лейтенанта князя Романа Багратиона, дядя генерал-лейтенанта Петра Романовича Багратиона и полковника Ивана Романовича Багратиона.
Являлся учеником Александра Васильевича Суворова.

## Биография
Представитель картлийской ветви грузинского царского дома Багратионов.
Ветвь картлийских князей Багратионов (предков Петра Ивановича) была внесена в число российско-княжеских родов 4 октября 1803 года при утверждении императором Александром I седьмой части «Общего гербовника». Царевич Александр (Исаак-бег) (1705/1708—1773), сын картлийского царя Иессе и матери Елены Кахетинской, из-за разногласий с царской семьёй, а именно обвинений их в том, что те являются самозванцами, в 1758 году бежал в Россию, где в чине подполковника поступил на службу в астраханский, а затем кизлярский гарнизон. Вскоре в Россию выехал его сын Иван (1730—1795), поступивший на службу в комендантскую команду в Кизлярской крепости: несмотря на утверждения многих авторов, он никогда не был полковником русской армии, вышел в отставку в чине секунд-майора и не знал русского языка.
По сведениям А. Микаберидзе, согласно петициям Ивана Александровича, родители будущего генерала Петра Багратиона переехали из Картли-Кахетинского царства в Кизляр в декабре 1766 года (задолго до присоединения Грузии к Российской империи). Отсюда исследователь делает вывод, что Пётр был рождён в июле 1765 года в Грузии и скорее всего в столице — городе Тифлисе. В биографии Багратиона из серии «ЖЗЛ» подробно рассматривается вопрос о годе рождения полководца с указанием, что по разным источникам год рождения указывается в диапазоне между 1762 и 1769 годами. Наиболее ранний прижизненный источник — служебный формуляр, заверенный самим Багратионом. В Большой российской энциклопедии, согласно «уточнённым», как указано, данным, сообщается, что Пётр Багратион родился в Кизляре в 1769 году. В Энциклопедическом лексиконе (Лексикон Плюшара) говорится, что Пётр Багратион родился в 1765 году в Кизляре и происходит из грузинской княжеской фамилии.

### Военная служба
Военную службу начал 23 августа (3 сентября) 1783 года рядовым в Астраханском пехотном полку, расквартированном в окрестностях Кизляра. В 1785 году участвовал в Алдынском сражении на территории Чечни и был произведён в сержанты.

Принято считать, что он участвовал в неудачной экспедиции российского отряда под командованием полковника де Пьери против восставших горцев шейха Мансура в 1785 году, во время которой был ранен и захвачен в плен под селением Алды, но позже выкуплен русскими властями или, по второй версии, отпущен горцами без выкупа. Эта история отражена в эпитафии Багратиона, составленной Д. В. Давыдовым:
Воин-юноша, покрытый ранами,
Из-под груды мёртвых тел 
Горскими враждебными народами
Исторгнут
И возвращён к жизни.
По третьей версии, Багратион избежал плена и, с остатками отряда де Пьери, вернулся за Сунжу. Наконец, согласно четвёртой версии, имеющей документальное подтверждение, он не участвовал в экспедиции де Пьери вообще: в послужных списках нижних чинов, переведённых из Астраханского в Кавказский полк, указано «несчастное дело 15 июня 1785 года под деревней Алдиой за рекою Сунжею», но в формуляре П. Багратиона такой записи нет. В том же формуляре есть запись, что он участвовал в отражении нападения отряда шейха Мансура на Кизляр: «…того года в Кизляре при разбитии оного».
В 1786 году был переведён в Кавказский пехотный полк. 1 (12) сентября 1787 года получил чин прапорщика. В Кавказском пехотном полку служил до июля 1791 года, последовательно пройдя все ступени военной службы от сержанта до капитана, в которые был произведён в мае 1790 года. Затем служил в Киевском конно-егерском (с июля 1791 года) и Софийском карабинерном (с мая 1794 года) полках. Участвовал в Русско-турецкой войне 1787—1791 годов, боевых действиях на Кавказе (1789—1791 годы), польских кампаниях 1792 и 1794 годов. Отличился при штурмах Очакова и Праги, во время последнего был замечен А. В. Суворовым и приближен им к себе.
С 1797 года — командир 6-го егерского полка, а в следующем году произведён в полковники.
В феврале 1799 года получил чин генерал-майора.
В Итальянском и Швейцарском походах Суворова в 1799 году генерал Багратион командовал авангардом союзной армии, особенно отличился в сражениях на реках Адда и Треббия, при Нови и Сен-Готарде. Этот поход прославил его как превосходного генерала, особенностью которого являлось полное хладнокровие в самых трудных положениях.

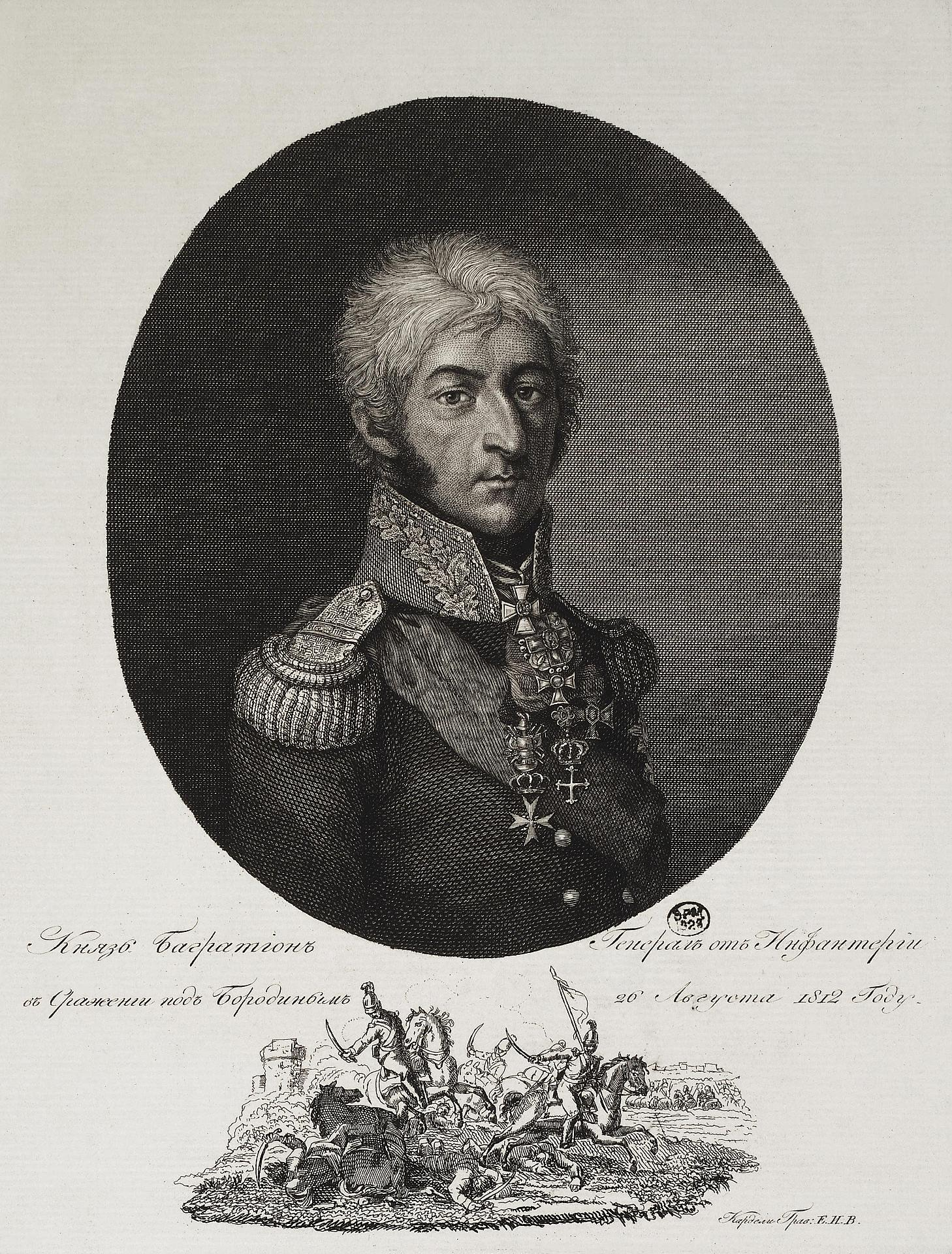
Портрет генерала князя П. И. Багратиона. Около 1810 г.

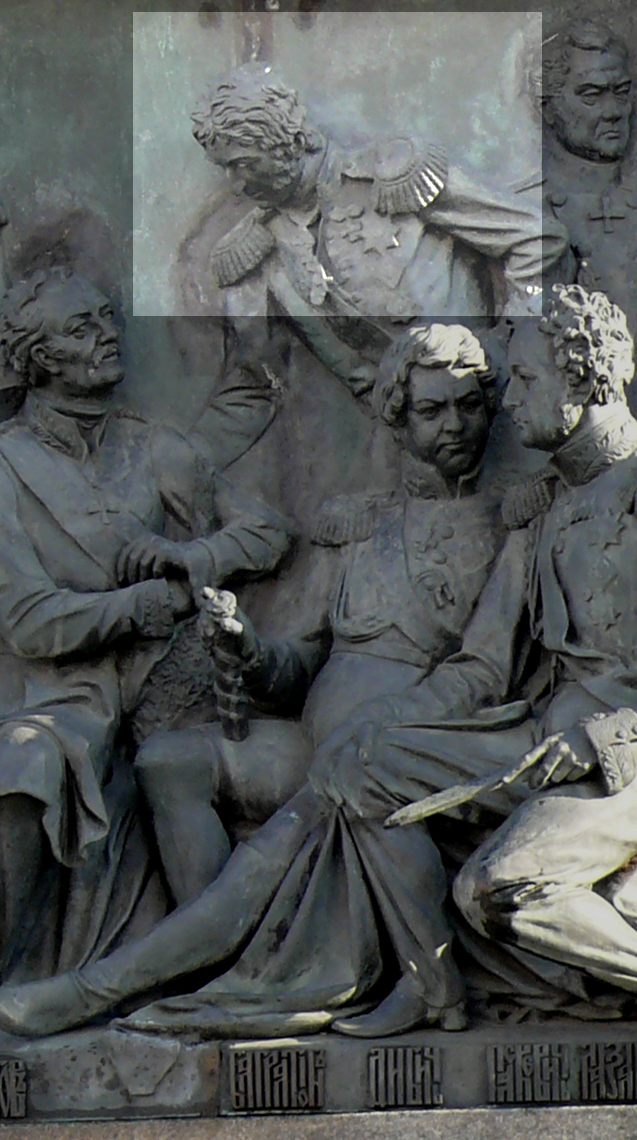
П. И. Багратион на новгородском памятнике «Тысячелетие России»

Активный участник войны против Наполеона в 1805—1807 годах. В кампании 1805 года, когда армия Кутузова совершала стратегический марш-манёвр от Браунау к Ольмюцу, Багратион возглавлял её арьергард. Его войска провели ряд успешных боёв, обеспечивая планомерное отступление главных сил. Особенно прославились они в сражении при Шёнграбене.
В битве под Аустерлицем командовал войсками правого крыла союзной армии, которые стойко отражали натиск французов, а затем составили арьергард и прикрывали отход главных сил.
В ноябре 1805 года получил чин генерал-лейтенанта.
В кампаниях 1806—1807 годов, вновь командуя арьергардом российской армии, отличился в сражениях у Прейсиш-Эйлау и под Фридландом в Пруссии. Наполеон составил мнение о Багратионе как о лучшем генерале российской армии.
В русско-шведской войне 1808—1809 годов командовал 21-й пехотной дивизией, затем Абоским корпусом. Руководил Аландской экспедицией 1809 года, в ходе которой его войска, преодолев по льду Ботнический залив, заняли Аландские острова и вышли к берегам Швеции.
Весной 1809 года произведён в генералы от инфантерии.
Во время Русско-турецкой войны 1806—1812 годов был главнокомандующим Дунайской армией (июль 1809 — март 1810 года), руководил боевыми действиями на левом берегу Дуная. Войска Багратиона овладели крепостями Мэчин, Гирсово, Кюстенджа, разгромили у Рассавета 12-тысячный корпус отборных турецких войск, нанесли крупное поражение противнику под Татарицей.
С августа 1811 года — главнокомандующий Подольской армией, переименованной в марте 1812 года во 2-ю Западную армию. Предвидя возможность вторжения Наполеона в пределы России, выдвинул план, который предусматривал заблаговременную подготовку к отражению агрессии.

### Отечественная война 1812 года
В начале Отечественной войны 1812 года 2-я Западная армия располагалась под Гродно и оказалась отрезанной от основной 1-й армии наступавшими французскими корпусами. Багратиону пришлось с арьергардными боями отступать к Бобруйску и Могилёву, где он после боя под Салтановкой перешёл Днепр и 3 августа соединился с 1-й западной армией Барклая-де-Толли под Смоленском. Несмотря на старшинство в чине, в условиях, когда Главнокомандующий не был официально назначен императором, объявил о своём добровольном подчинении Барклаю. Однако после оставления Смоленска перешёл в резкую оппозицию к последнему, о чём говорил и писал совершенно открыто.
В своих письмах к руководству страны (после оставления Смоленска) разыгрывал «русскую карту», настаивая, что генералы-иностранцы погубят Россию, а военного министра М. Барклая де Толли, приказывавшего отступать, прямо называл изменником. Возглавлял партию «горячих голов», требовавших дать Наполеону генеральное сражение; имел огромную популярность среди офицеров.
При Бородино армия Багратиона, составляя левое крыло боевого порядка русских войск, отразила все атаки армии Наполеона, однако понесла тяжелейшие потери и была вынуждена в середине дня, уже после тяжелого ранения Багратиона, отступить за Семеновский ручей.

### Ранение и смерть
На Бородинском поле 26 августа (7 сентября) около 12 часов дня осколок ядра раздробил генералу большеберцовую кость левой ноги (или, как указано в официальном донесении, «в средней трети левой голени»). Утверждается, что с поля боя генерала вынес офицер А. Д. Олсуфьев.

На следующий день Багратион вместе с докторами Говоровым и Гангартом был отправлен в Москву. Находясь в Можайске, он упомянул о своём ранении в письме царю Александру I:

«Я довольно нелегко ранен в левую ногу пулею с раздроблением кости; но нималейше не сожалею о сём, быв всегда готов пожертвовать и последнею каплею моей крови на защиту отечества и августейшего престола…»
9 сентября у генерала начался жар. С 10 сентября началось нагноение раны. Лишь только 12 сентября, после врачебного консилиума, стало ясно, что осколок ядра по-прежнему находится в теле Багратиона. 15 сентября по прибытии в гостиницу Сергиева Посада при осмотре раны врачи согласились с фактом перелома большеберцовой кости. В тот же день по окончании консилиума было принято решение о безотлагательной ампутации. От предложенной врачами ампутации князь отказался. 14 сентября у него был диагностирован сепсис.

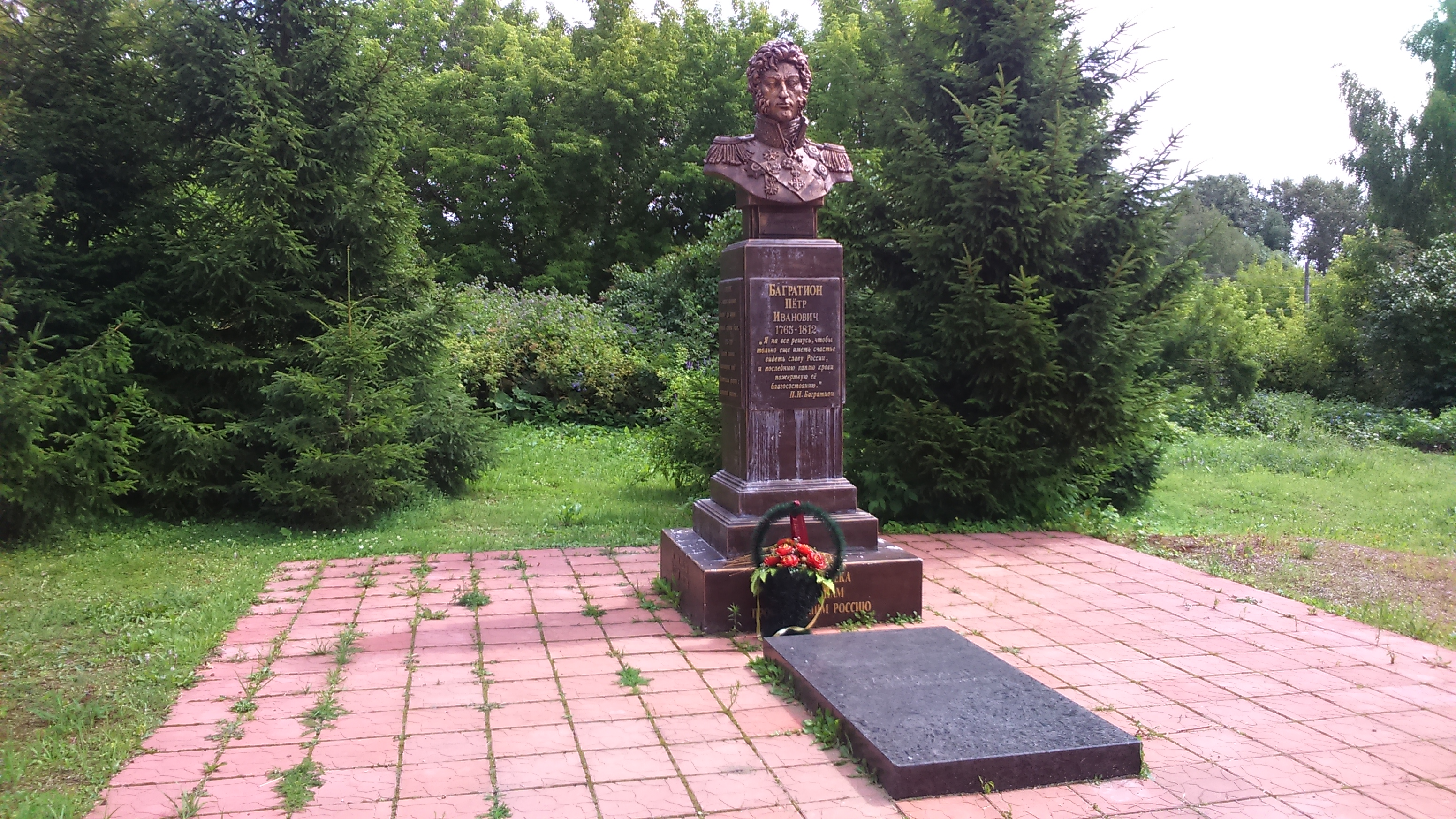
Памятник П. И. Багратиону в приходе церкви Дмитрия Солунского в селе Сима

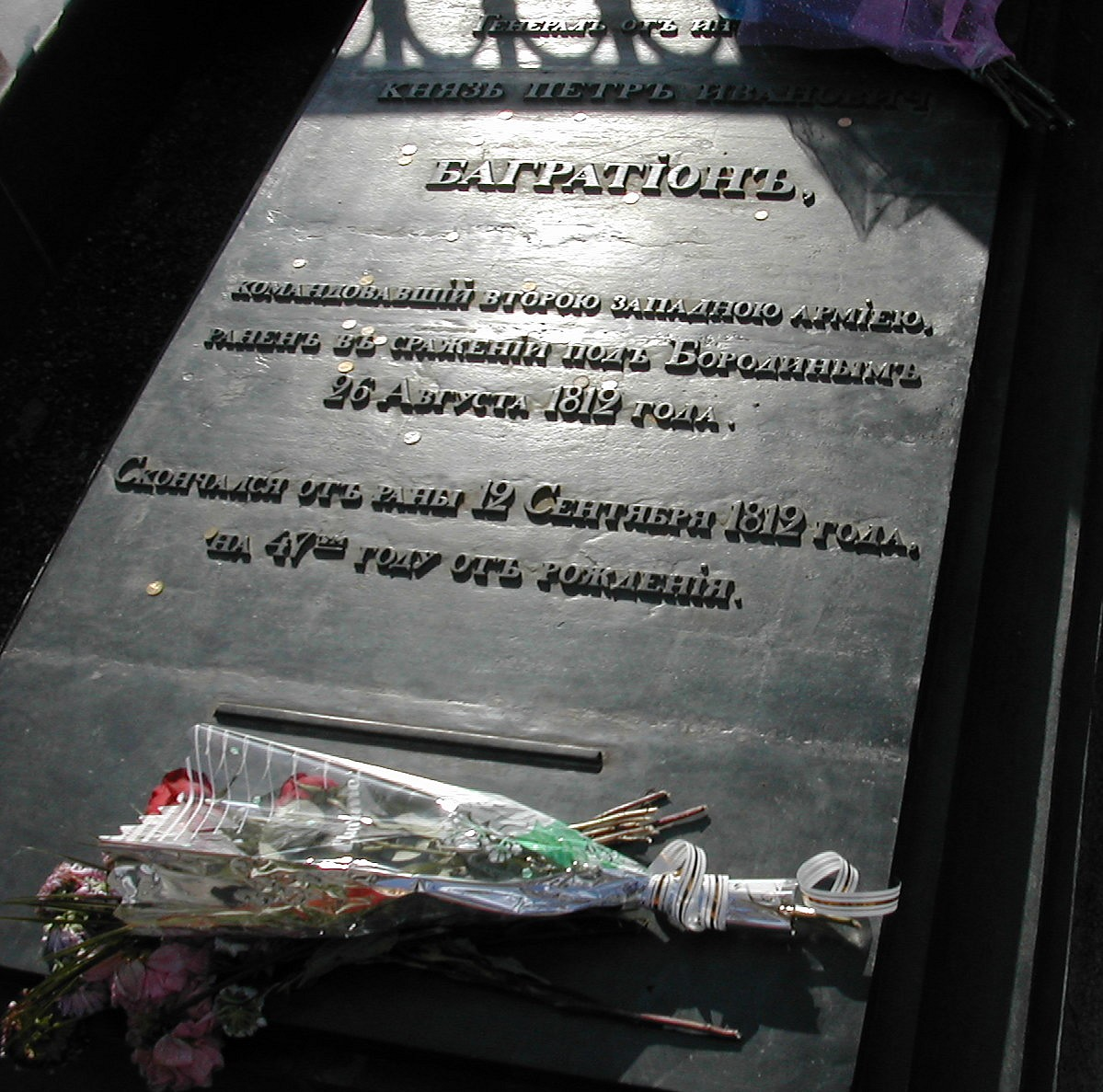
Могила Багратиона на Бородинском поле

19 сентября полководец был перевезён в село Сима Владимирской губернии, в имение своего друга, также участвовавшего в Бородинской битве, — генерал-лейтенанта князя Б. А. Голицына. 21 сентября была проведена операция расширения раны, и только по её результатам врачам с необратимым опозданием удалось нарисовать полную картину ранения:

«Знатным разрезом мягких частей около раны открыт в оной совершённый перелом и раздробление берцовой кости, которой острой и неровные концы, вместе с черепком ядра, глубоко в мясистые части вонзившемся, неоспоримо причиняли во время болезни князю жестокую и нестерпимую боль и самою горячку. Гнойной и вонючей материи вышло из раны чрезвычайное количество, и рана представилась на взгляд весьма глубокою с повреждением важных кровеносных сосудов и нервов»
В ходе операции с большим опозданием из раны были удалены инородные тела, в том числе и осколок ядра. В современной литературе принято считать, что смерть генерала стала следствием неправильно поставленного первоначального диагноза.
22 сентября у Багратиона была обнаружена гангрена. Утром того дня Багратиону была вновь предложена ампутация, однако вечером врачи сами отказались от операции. 23 сентября Багратион, понимая свою обречённость, продиктовал завещание.
12 (24) сентября 1812 года, спустя 17 дней после ранения, в первом часу пополудни Пётр Иванович Багратион умер от гангрены в селе Сима Владимирской губернии.

### Судьба останков П. И. Багратиона
Генерала похоронили в том же селе в саркофаге в летней Богоявленской церкви, построенной в 1769 году. По инициативе его бывшего адъютанта Дениса Давыдова в 1839 году его прах был торжественно перезахоронен на Бородинском поле в присутствии императора Николая I около главного монумента-часовни, установленного в том же году в честь 25-летия победы над Наполеоном.
Однако в 1932 году по инициативе московского руководителя Н. А. Филатова был уничтожен чугунный склеп-часовня над могилой П. И. Багратиона в целях выполнения плана по сдаче чугуна в металлолом, часовня была взорвана, при этом останки генерала были выброшены в поле (по неподтверждённым данным, основная часть останков и мундир генерала были собраны и спрятаны местными жителями, но до настоящего дня не обнаружены). В 1986 году при раскопках на месте захоронения были обнаружены остатки склепа, а в нём на полу мелкие кости, пуговицы и иные фрагменты генеральского мундира, фрагмент генеральских эполет, фрагменты гроба с декоративными металлическими ручками и остатками проволочного витья от его украшений. После выполнения исследовательских работ в августе 1987 года все эти находки были захоронены с воинскими почестями, но без излишней огласки, в восстановленном склепе-часовне.

### Послужной список
- 23 августа 1783 года — поступил на службу в Астраханский пехотный полк, в том же году пожалован сержантом;
- с 1786 по 1791 годы — служил сержантом, прапорщиком (с 1 сентября 1787 года), подпоручиком (с 1789 года), поручиком и капитаном (с 1790 года) в Кавказском пехотном полку;
- 28 июня 1792 года — пожалован секунд-майором в Киевском конно-егерском полку;
- 26 ноября 1793 года — премьер-майором;
- 4 мая 1794 года — переведён в Софийский карабинерный полк;
- 15 октября 1794 года — произведён в подполковники;
- 17 мая 1797 года — назначен командиром 6-го егерского полка своего имени;
- 13 февраля 1798 года — произведён в полковники;
- 4 февраля 1799 года — в генерал-майоры;
- 9 июня 1800 года — назначен шефом Егерского лейб-гвардии полка;
- 8 ноября 1805 года — произведён в генерал-лейтенанты;
- 20 марта 1809 года — в генералы от инфантерии;
- 19 марта 1812 года — высочайшим приказом утверждён в звании Главнокомандующего 2-й Западной армией;
- 20 сентября 1812 года — высочайшим приказом исключён из списков умершим от полученной раны.

## Личная жизнь Багратиона
После Швейцарского похода Суворова князь Багратион приобрёл популярность в высшем свете.
В 1800 году император Павел I устроил свадьбу Багратиона со своей родственницей, 18-летней фрейлиной, графиней Екатериной Павловной Скавронской. Венчание состоялось 2 сентября 1800 года в церкви Гатчинского дворца. Вот что писал об этом союзе генерал Ланжерон:

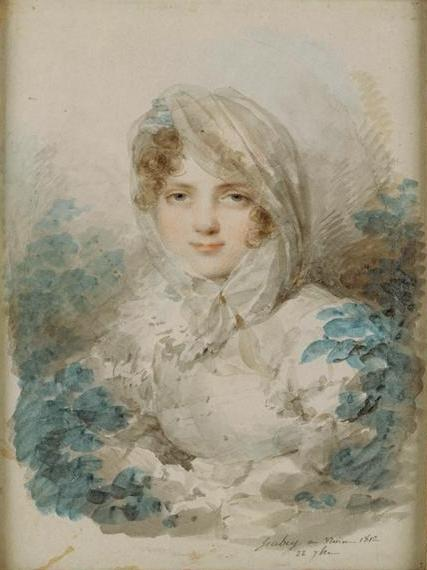
Княгиня Е. П. Багратион

Багратион женился на внучатой племяннице кн. Потёмкина… Эта богатая и блестящая пара не подходила к нему. Багратион был только солдатом, имел такой же тон, манеры и был ужасно уродлив. Его жена была настолько бела, насколько он был чёрен; она была красива как ангел, блистала умом, самая живая из красавиц Петербурга, она недолго удовлетворялась таким мужем…
В 1805 году легкомысленная красавица уехала в Европу и с мужем не жила. Багратион звал княгиню вернуться, но та оставалась за границей под предлогом лечения. В Европе княгиня Багратион пользовалась большим успехом, приобрела известность в придворных кругах разных стран, родила дочь (как полагают, от австрийского канцлера князя Меттерниха). После смерти Петра Ивановича княгиня вышла замуж за англичанина, но брак был недолгим, и она вернула себе фамилию Багратион. В Россию она уже не вернулась. Князь Багратион, тем не менее, любил жену; незадолго до гибели он заказал художнику Волкову два портрета — свой и жены.
В высшем свете ходили слухи о любви сестры царя великой княжны Екатерины Павловны к Багратиону, что вызвало раздражение в императорской семье. Н. Ф. Ковалевский писал в «Истории государства Российского»: «Ему не дали передышки не столько из-за трудностей в борьбе с турками, сколько в силу привходящих обстоятельств: знаменитым „генералом-орлом“ увлеклась молодая великая княжна Екатерина Павловна (сестра Александра I), и члены императорской фамилии сочли необходимым побыстрее удалить от неё Багратиона». В опалу военачальник попал незадолго до 1812 года.
Биологических детей у Багратиона не было.

## Награды
Российские
- Крест «За взятие Очакова»
- Орден Святой Анны 1-й степени (05.05.1799)
- Орден Святого Иоанна Иерусалимского, командор (14.05.1799)
- Алмазные знаки к ордену Святого Иоанна Иерусалимского (1799)
- Орден Святого Александра Невского (06.06.1799)
- Алмазные знаки к ордену Святого Александра Невского (1799)
- Орден Святого Георгия 2-й степени (28.01.1806, № 34) — «за отличие в сражении под Шёнграбеном 4 ноября 1805 года»
- Орден Святого Владимира 2-й степени (1807)
- Золотая шпага «За храбрость» с алмазами (01.12.1807)
- Орден Святого Владимира 1-й степени (20.05.1808) — за русско-шведскую войну
- Орден Святого апостола Андрея Первозванного (27.09.1809)
- зачислен навечно в ряды гренадёрского полка - в 1912 году в связи со 100-летием Бородинского сражениz[23]

Иностранные
- Австрийский Военный орден Марии Терезии 2-й степени (1799)
- Сардинский Орден Святых Маврикия и Лазаря 1-й класса (1799)
- Прусский Орден Чёрного орла (1807)
- Прусский Орден Красного орла (1807)

## Адреса в Санкт-Петербурге
- 1801—1803 годы — Большая Морская улица, 23[24]
- 1808 год — дом Одоевских (Большая Морская улица, 63)
- 12.1810 — 06.1811 — дом Д. Фаминицына (Невский проспект, 92)

## Память о Багратионе
3—5 июля 1839 года по инициативе поэта-партизана Дениса Давыдова прах князя Багратиона был перенесён на Бородинское поле. Церемониал был составлен, по указу Синода, архиепископом Владимирским Парфением. В торжественной церемонии перезахоронения принимали участие многие видные государственные и военные деятели, включая императора Николая I. 3 июля в торжественной обстановке при участии архиепископа, духовенства и Киевского гусарского полка гроб полководца в 6 часов вечера был поднят из могилы в Симе и положен в свинцовый склеп, перед которым была отслужена панихида. Утром 5 июля при участии местного дворянства, губернатора, военных и народа тело на колеснице с образом Смоленской Божией Матери направилось в Бородино.
В 1932 году был уничтожен монумент на батарее Раевского, могила Багратиона была разрушена, а его останки выкинуты. В 1985—1987 годах памятник восстановили, среди мусора были обнаружены фрагменты костей Багратиона, которые были перезахоронены 18 августа 1987 года незадолго до празднования 175-летия Бородинского сражения (церемония была весьма скромной, руководил ею полковник Иван Фёдорович Лаптев, начальник политотдела дивизии, расположенной недалеко от Бородино). Склеп полководца расположен рядом с монументом на месте батареи Раевского. Пуговицы и фрагменты мундира полководца стали экспонатами Бородинского военно-исторического музея-заповедника.
- 18 сентября 1986 года в честь Петра Багратиона астероиду, открытому 27 сентября 1973 года Людмилой Черных в Крымской астрофизической обсерватории, присвоено наименование 3127 Bagration[27][28].
- В честь П. И. Багратиона названа гора Багратиона на острове Сахалин[29].
- В честь П. И. Багратиона названа подводная гора в Атлантическом океане (у острова Св. Елены, 15° ю.ш., 8°30′ з.д., гора открыта и исследована в 1975 году в 20-м рейсе научно-исследовательского судна «Академик Курчатов»)[29].
- С 1980 года портрет Петра Багратиона стал логотипом Кизлярского коньячного завода, а во дворе завода установлен бюст полководца.
- В Волковыске есть музей Багратиона, а также его бюст.
- В Кизляре есть историко-краеведческий музей имени П. И. Багратиона, а также улица имени П. И. Багратиона. Музей имени Багратиона в Кизляре

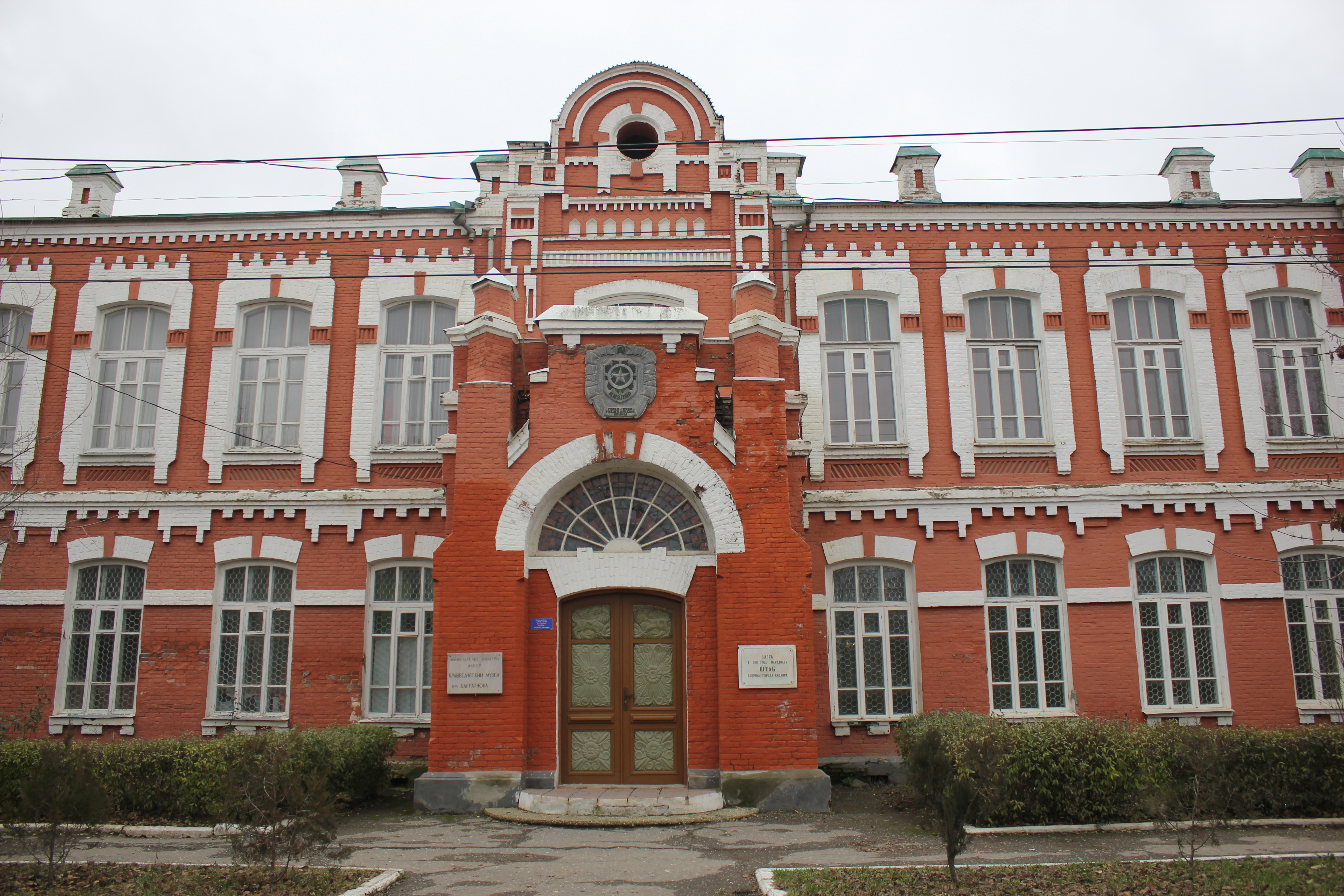
Музей имени Багратиона в Кизляре

- В 1994 году Кизлярский коньячный завод начал выпуск марочного коньяка «Багратион» 20 летней выдержки, названный в честь полководца[30].Бренди «Багратион»

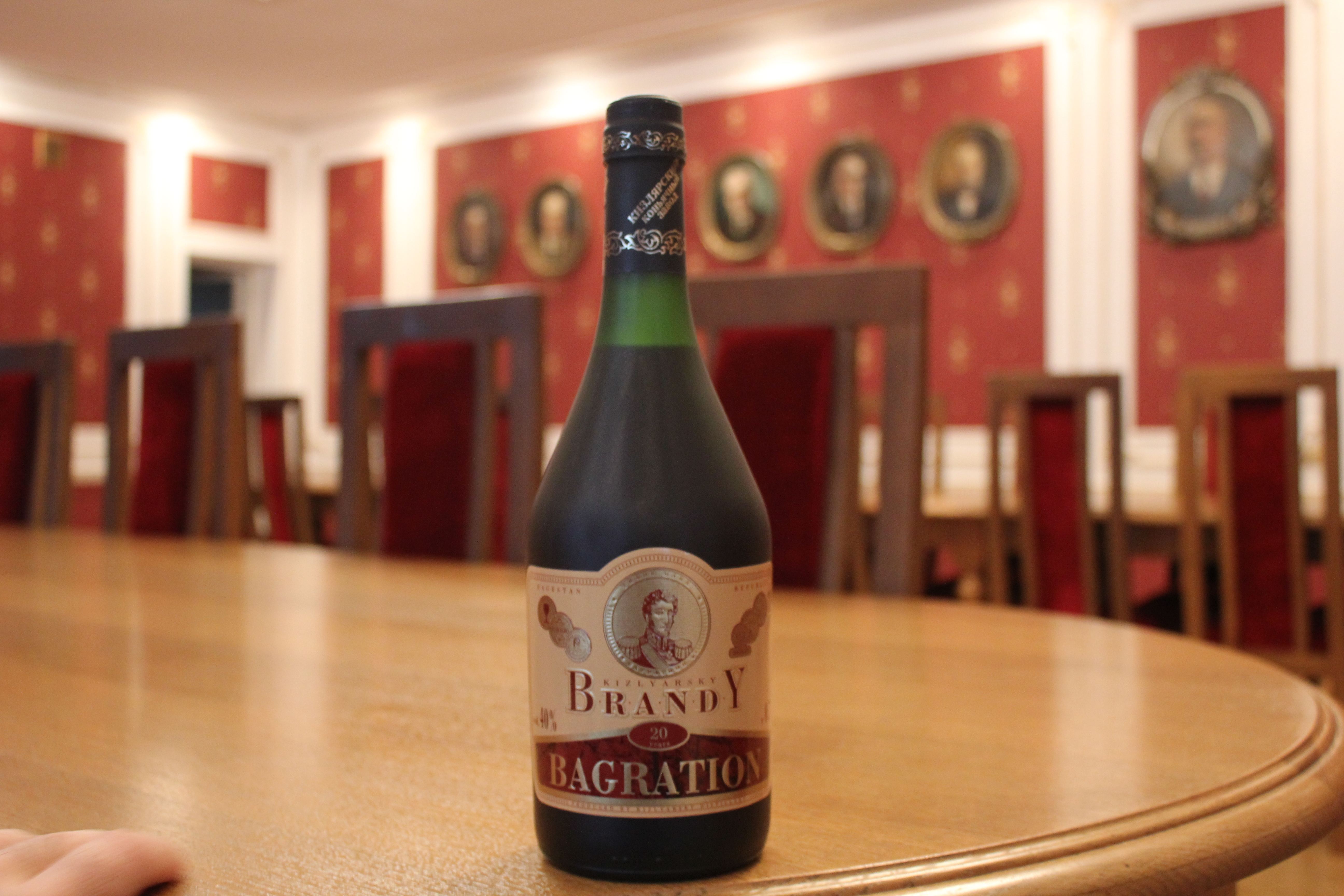
Бренди «Багратион»

- 7 сентября 1946 года прусский город Прёйсиш-Эйлау, оказавшийся в Калининградской области, был переименован в честь Петра Ивановича в Багратионовск, ныне административный центр одноимённого района Калининградской области.
- В Великом Новгороде на памятнике «1000-летие России» среди 129 фигур самых выдающихся личностей в российской истории (на 1862 год) есть и фигура Петра Багратиона.
- В Можайске ледовый центр был назван «Багратион», внутри находится его бюст, а в самом городе существует ещё и улица Багратиона
- Памятник Багратиону в Москве, установлен в 1999 году, скульптор Мераб Мерабишвили.
- Памятник Багратиону в Санкт-Петербурге, установлен и торжественно открыт 7 сентября 2012 года к юбилею Бородинского сражения, 4,5-метровая фигура героя войны выполнена из бронзы, скульптор Ян Нейман[31][32][33].
- Бюст Багратиону, установлен в 2012 году, в селе Сима Юрьев-Польского района Владимирской области, на месте первоначального упокоения полководца[34]. Также установлена табличка на храме св. Димитрия Солунского — месте захоронения Багратиона. А на главном доме усадьбы Голицина установлена табличка о месте смерти Багратиона.
- Волковысский военно-исторический музей имени П. И. Багратиона.
- Кодовое название «Багратион» носила Белорусская операция (1944) Красной армии в Великой Отечественной войне 1941—1945 годов, в ходе которой была освобождена территория Белоруссии.
- «Генерал Багратион» — танкер проекта 1559, входивший в состав флота Грузинского морского пароходства (1973—1995).
- Роман Сергея Голубова «Багратион».
- Роман Юрия Когинова «Багратион: бог рати он».
- Повесть Михаила Казовского «Катиш и Багратион»
- В честь Петра Багратиона назван самолёт Аэрофлота Boeing-777-300ER (бортовой номер VP-BGC).
- В 2017 году в Омске была установлена скульптура Багратиону в Амурском посёлке на улице Багратиона[35].

### В филателии
- В 1962 году в СССР была выпущена почтовая марка, посвящённая Петру Багратиону.
- В 1990 году в СССР был выпущен почтовый конверт, посвящённый Петру Багратиону.
- В 2015 году в России была выпущена почтовая марка, посвящённая Петру Багратиону.

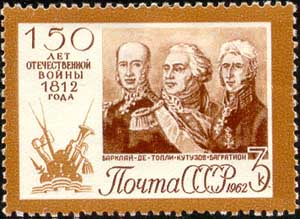
Почтовая марка СССР
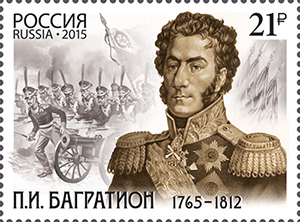
Почтовая марка России

### В нумизматике

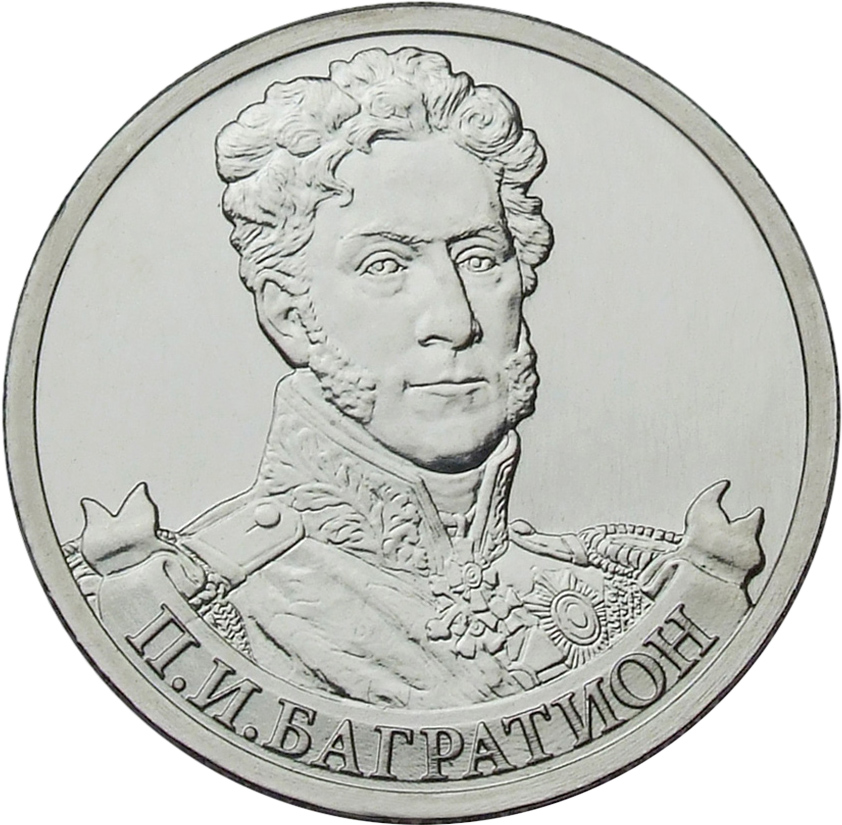
Российские 2 Рубля с портретом П. И. Багратионом, 2012

- В 2012 году Центральным банком Российской Федерации была выпущена монета (2 рубля, сталь с никелевым гальваническим покрытием) из серии «Полководцы и герои Отечественной войны 1812 года» с изображением на реверсе портрета генерала от инфантерии П. И. Багратиона[36].
- В 2012 году Центральным банком Российской Федерации была выпущена памятная монета Банка России «200-летие победы России в Отечественной войне 1812 года». 25 000 рублей, золото, на реверсе, которой изображён П. И. Багратион.

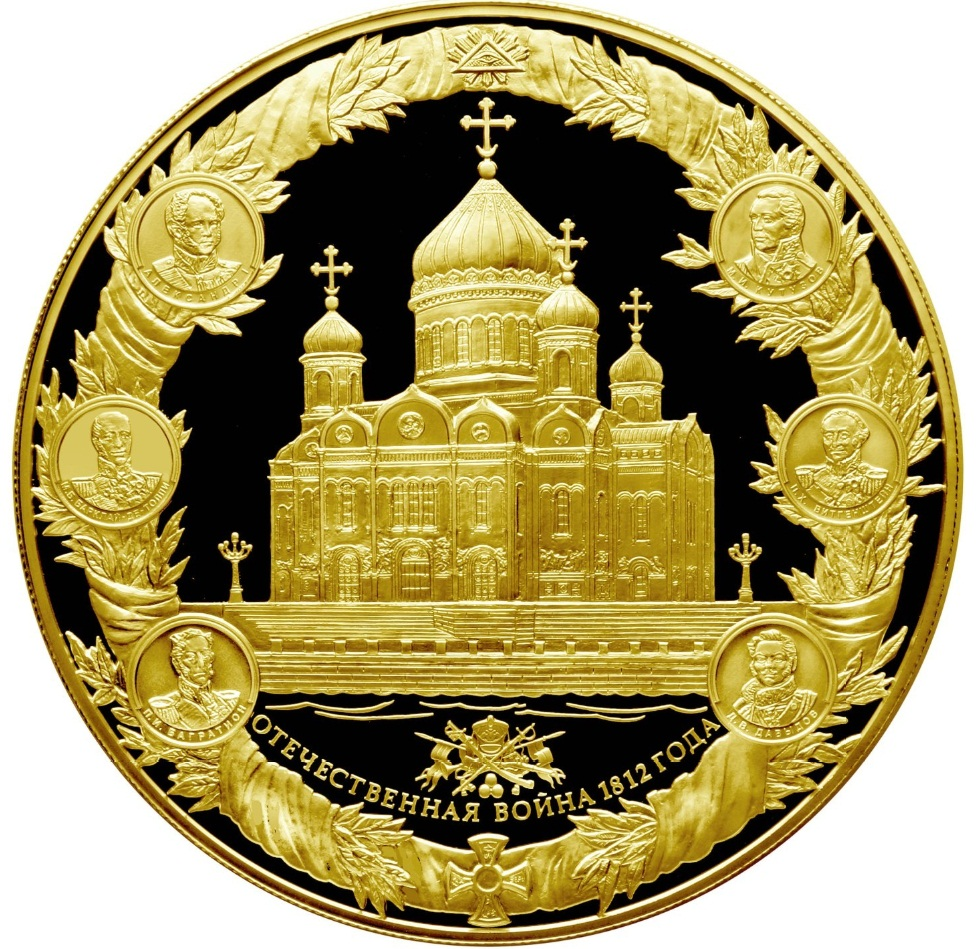
Золотая монета, 2012

### В архитектуре

Москва. Памятник генералу Петру Багратиону (1999)

В 1997 в Москве открыт Мост «Багратио́н» — торгово-пешеходный мост через реку Москва в составе комплекса Москва-Сити. Мост соединяет Краснопресненскую набережную с набережной Тараса Шевченко.
В 1999 в Москве открыт памятник генералу Петру Ивановичу Багратиону (скульптор К. М. Мерабишвили, архитектор Б. И. Тхор).
Памятник похож на установленный ранее в Тбилиси в 1984 году.
В 2008 году в Москве построен отель «Бородино», один из конференц-залов которого носит имя Петра Ивановича Багратиона. Конференц-зал «Багратион» оформлен в стиле эпохи 1812 года и украшен картинами, изображающими баталии Бородинского сражения.
В августе 2023 года в Москве, новый дублёр Кутузовского проспекта, по результатам голосования получил название Проспект Багратиона.

### Улицы, названные именем Багратиона
Его именем названы станция метро, торгово-пешеходный мост, проспект и проезд в Москве, улицы в Калининграде, Иркутске, Смоленске, Буйнакске, Кизляре, Донецке, Симферополе, Липецке, Владивостоке, Правдинске, Омске, Минске. А также — в Грузии, в частности, в Тбилиси.

### В названиях кораблей (каронимика) и воздушных судов

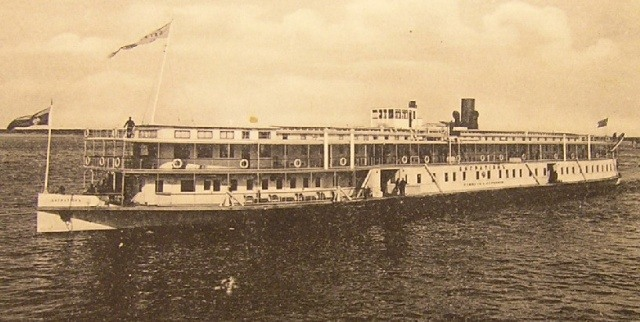
Теплоход «Багратион». Начало XX века

- Выявлено не менее 15 кораблей, носивших имя полководца в разные годы, являющегося объектом нематериального наследия сохраняющего память о Петре Багратионе.

Из 15-ти, выявленных кораблей, связанных с именем П. И. Багратиона, в Российской империи был спущен паровой буксир и теплоход, а остальные построены в 20 в., подавляющее большинство которых утилизировано (среди них — шесть буксиров). Корабли имели следующие названия: «Багратион», «Генерал Багратион», «Полководец Багратион», «Князь Багратион», «Багратионовск». Рыболовный флот РФ эксплуатирует два корабля с этим именем — РТМС Багратион и буксирный теплоход Багратион. Кроме того, теплоход проекта 331, поставленный на сваи, используется в качестве гостиницы с тем же названием на базе отдыха «Троицкое» в Московской области.— Отечественная война 1812 года и освободительные походы Русской Армии 1813-1814 годов. Источники. Памятники. Проблемы. Материалы XXIII Международной конференции 3-5 сентября 2019 г. Бородино. 2020 г. // С.Ю. Рычков. Историческая память об участниках Бородинского сражения в названиях кораблей. СС. 302-328 
- Аэрофлот — Российские авиалинии присвоил имя Петра Багратиона одному из своих лайнеров[37].

## Образ в кино
- «Суворов» (1941) — актёр Сергей Килигин
- «Кутузов» (1943) — актёр Серго Закариадзе
- «Война и мир» (1967) — актёр Гиули Чохонелидзе
- «Багратион» (1985) — актёр-кинорежиссёр Гиули Чохонелидзе